# La Selle-en-Hermoy
La Selle-en-Hermoy – miejscowość i gmina we Francji, w Regionie Centralnym, w departamencie Loiret.
Według danych na rok 1990 gminę zamieszkiwało 515 osób, a gęstość zaludnienia wynosiła 26 osób/km² (wśród 1842 gmin Regionu Centralnego La Selle-en-Hermoy plasuje się na 672. miejscu pod względem liczby ludności, natomiast pod względem powierzchni na miejscu 668.).